# Jean-Claude Bodéré
Jean-Claude Bodéré est un géographe français spécialiste de géomorphologie littorale, président de l'Université de Bretagne Occidentale à deux reprises de 1992 à 1997 puis de 2002 à 2007.
Sa première présidence est marquée par l'ouverture du Pôle universitaire Pierre-Jakez-Hélias à Quimper en 1992, ainsi que par la création de l'IUP de Mécanique et de l'École Supérieure de Microbiologie et Sécurité Alimentaire de Brest la même année. La faculté de lettres est déménagée deux ans plus tard dans le centre-ville de Brest, et en 1995 sont créés l'IUP Innovation en Industrie Alimentaire et l'Institut de Synergie des Sciences et de la Santé.
Lors de son second mandat, l'université adopte en 2004 la réforme Licence-Master-Doctorat ; la même année l'Espace Numérique de Travail de l'établissement ouvre et l'École nationale d'ingénieurs de Brest est rattachée par convention à l'université. L'Institut universitaire européen de la mer devient un observatoire des sciences de l'univers en 2005, et en 2007 l'université devient l'un des membres fondateurs du PRES université européenne de Bretagne.

## liens externes
- Notices d'autorité :   - VIAF
  - ISNI
  - IdRef